# Багатела
Багатѐла (на италиански: bagattella; на френски: bagatelle – „дреболия“) е малка музикална пиеса за пиано с лек подвижен характер. 
Този жанр е въведен от Бетховен.
Вероятно, най-известните багатели са на Лудвиг ван Бетховен (1770 – 1827), който публикува 3 сборника: „Багатели. Опус 33“, „Багатели. Опус 119“ и „Багатели. Опус 126“. Той също така пише няколко подобни произведения, които не публикува приживе, включително пиеса, известна като „На Елиза“ (багатела № 59, датирана към 1810 г.)
Други известни примери са „Багатела без тоналност“ на Ференц Лист (ранно изследване на атоналността), сборник на Антонин Дворжак за 2 цигулки, виолончело и хармониум (опус 47), сборник на Бедржих Сметана, багатели на Черепнин и на Ян Сибелиус. Антон Диабели също написва няколко багатели в кратка и весела форма. Камий Сен-Санс има 6 багатели (опус 3).
През 20 век няколко композитора пишат сборници. Сред тях са Бела Барток, който написва сборник с 14 багатели (опус 6); Антон Веберн – 6 багатели за струнен квартет (опус 9); Джералд Финци – „Пeт багатели“ за кларинет и пиано.